# Tschammerpokal 1936
In 1936 vond de tweede editie van de Tschammerpokal plaats, de voorloper van de huidige DFB-Pokal.
Er namen 5291 clubs van de Kreisklasse tot de Gauliga deel. Er werden verschillende rondes gespeeld en 64 clubs plaatsen zich voor de hoofdtabel.
Bij een gelijkspel na verlengingen werd een replay gespeeld.
VfB Leipzig versloeg torenhoog favoriet FC Schalke 04.

## Eindronde

### Eerste ronde
De eerste ronde werd gespeeld van 7 juni tot 16 augustus 1936.
| Thuisploeg                | Uitploeg                     | Uitslag  |
| ------------------------- | ---------------------------- | -------- |
| 1. FC Pforzheim           | FK Pirmasens                 | 7:0      |
| 1. FC Schweinfurt 05      | FC Hanau 93                  | 4:0      |
| SV Algermissen            | Werder Bremen                | 1:4      |
| BC Hartha                 | Wacker Halle                 | 8:0      |
| Cherusker Görlitz         | Berliner SV 92               | 1:2      |
| CSC 03 Kassel             | Polizei Chemnitz             | 1:2      |
| FC Altona 93              | SC Wacker 04 Berlin          | 3:5      |
| FC Bayern München         | 1. SSV Ulm 1928              | 3:4      |
| Freiburger FC             | Kickers Offenbach            | 2:0      |
| Hertha BSC                | Eimsbütteler TV              | 3:2      |
| Holstein Kiel             | SV Polizei Lübeck            | 1:2 n.V. |
| CfR 1899 Köln             | SSV Vingst                   | 0:0 n.V. |
| MSV von der Goltz Tilsit  | SV Hindenburg Allenstein     | 0:2      |
| Preußen Langenbielau      | Vorwärts-Rasensport Gleiwitz | 2:7      |
| SpVgg Röhlinghausen       | DSC Arminia Bielefeld        | 2:1      |
| Stuttgarter Kickers       | TSV 1860 München             | 0:1      |
| Beuthener SuSV 09         | Minerva 93 Berlin            | 3:2      |
| SpVgg 1898 Feuerbach      | Karlsruher FC Phönix         | 5:2      |
| VfB Leipzig               | 1. SV Jena                   | 5:0      |
| VfB Peine                 | Hannover 96                  | 2:0      |
| VfL Benrath               | Rheydter SV                  | 2:0      |
| SpVgg 08 Klafeld-Geisweid | Fortuna Düsseldorf           | 2:1      |
| VfvB Ruhrort              | FC Schalke 04                | 2:5      |
| SC Victoria Hamburg       | SV Dessau 05                 | 6:1      |
| Viktoria Stolp            | SC Preußen Danzig            | 6:0      |
| Wacker Marktredwitz       | VfB Stuttgart                | 0:1      |
| VfR Wormatia Worms        | VfB Friedberg                | 3:2 n.V. |
| Rot-Weiß Oberhausen       | SV ASA Atsch                 | 7:0      |
| 1. FC Nürnberg            | Planitzer SC                 | 7:0      |
| SV Flörsheim              | SV Waldhof Mannheim          | 0:1      |
| Viktoria 89 Berlin        | SV Wacker 1895 Leipzig       | 1:0      |
| SV Westmark 05 Trier      | FV Saarbrücken               | 3:1      |
| Replay:                   |                              |          |
| SSV Vingst                | CfR 1899 Köln                | 8:3      |

### Tweede ronde
De tweede ronde werd gespeeld van 21 juni tot 23 augustus 1936.
| Thuisploeg                   | Uitploeg                     | Uitslag  |
| ---------------------------- | ---------------------------- | -------- |
| 1. FC Schweinfurt 05         | SportVg Feuerbach            | 5:2      |
| Berliner SV 92               | SuSV Beuthen 1909            | 4:1      |
| FC Schalke 04                | SpVgg Röhlinghausen          | 2:0      |
| Polizei Chemnitz             | Viktoria 89 Berlin           | 5:2      |
| 1. SSV Ulm 1928              | Freiburger FC                | 3:0      |
| SV Hindenburg Allenstein     | Viktoria Stolp               | 2:1      |
| SV Polizei Lübeck            | Hertha BSC                   | 1:3      |
| SV Waldhof Mannheim          | SpVgg 08 Klafeld-Geisweid    | 6:0      |
| TSV 1860 München             | 1. FC Pforzheim              | 3:3 n.V. |
| VfB Peine                    | BC Hartha                    | 1:0      |
| VfL Benrath                  | 1. FC Nürnberg               | 3:2      |
| Vorwärts Rasensport Gleiwitz | VfB Leipzig                  | 2:2 n.V. |
| Wacker 04 Berlin             | Victoria Hamburg             | 5:4      |
| Werder Bremen                | Rot-Weiß Oberhausen          | 3:2 n.V. |
| Westmark 05 Trier            | VfB Stuttgart                | 0:1      |
| Wormatia Worms               | SSV Vingst                   | 11:1     |
| Wiederholungsspiele:         |                              |          |
| 1. FC Pforzheim              | TSV 1860 München             | 2:0      |
| VfB Leipzig                  | Vorwärts Rasensport Gleiwitz | 3:0      |

### 1/8ste finale
De 1/8ste finale werd gespeeld van 5 tot 20 september 1936.
| Thuisploeg               | Uitploeg             | Uitslag  |
| ------------------------ | -------------------- | -------- |
| VfB Stuttgart            | FC Schalke 04        | 0:0 n.V. |
| 1. SSV Ulm 1928          | 1. FC Schweinfurt 05 | 2:4      |
| 1. FC Pforzheim          | Wormatia Worms       | 1:2      |
| SV Hindenburg Allenstein | VfB Peine            | 1:3      |
| Wacker 04 Berlin         | Werder Bremen        | 1:3      |
| Polizei Chemnitz         | SV Waldhof Mannheim  | 0:1      |
| Hertha BSC               | VfL Benrath          | 1:1 n.V. |
| VfB Leipzig              | Berliner SV 92       | 2:0      |
| Replay:                  |                      |          |
| FC Schalke 04            | VfB Stuttgart        | 6:0      |
| VfL Benrath              | Hertha BSC           | 8:2      |

### Kwartfinale
De kwartfinale werd gespeeld op 25 oktober 1936.
| Thuisploeg                | Uitploeg             | Uitslag  |
| ------------------------- | -------------------- | -------- |
| Werder Bremen             | FC Schalke 04        | 2:5 n.V. |
| SV Waldhof Mannheim       | 1. FC Schweinfurt 05 | 1:2      |
| Wormatia Worms            | VfL Benrath          | 3:3 n.V. |
| VfB Peine                 | VfB Leipzig          | 2:4      |
| Replay (8 november 1936): |                      |          |
| Vfl Benrath               | Wormatia Worms       | 2:3      |

### Halve finale
De halve finale werd gespeeld op 8 en 22 november 1936.
| Thuisploeg    | Uitploeg          | Uitslag |
| ------------- | ----------------- | ------- |
| FC Schalke 04 | FC Schweinfurt 05 | 3:2     |
| VfB Leipzig   | Wormatia Worms    | 5:1     |

### Finale
De wedstrijd werd op 3 januari 1937 voor 70.000 toeschouwers gespeeld.
| Thuisploeg  |   | Uitploeg      | Uitslag   | Stad, Stadion           |
| ----------- | - | ------------- | --------- | ----------------------- |
| VfB Leipzig | – | FC Schalke 04 | 2:1 (2:1) | Berlijn, Olympiastadion |

Tschammerpokal:
1935 · 
1936 · 
1937 · 
1938 · 
1939 ·
1940 · 
1941 · 
1942 · 
1943 

DFB-Pokal:
1952/53 · 
1953/54 · 
1954/55 · 
1955/56 · 
1956/57 · 
1957/58 · 
1958/59 · 
1959/60 · 
1960/61 · 
1961/62 · 
1962/63 · 
1963/64 · 
1964/65 · 
1965/66 · 
1966/67 · 
1967/68 · 
1968/69 · 
1969/70 · 
1970/71 · 
1971/72 · 
1972/73 · 
1973/74 · 
1974/75 · 
1975/76 · 
1976/77 · 
1977/78 · 
1978/79 · 
1979/80 · 
1980/81 · 
1981/82 · 
1982/83 · 
1983/84 · 
1984/85 · 
1985/86 · 
1986/87 · 
1987/88 · 
1988/89 · 
1989/90 · 
1990/91 · 
1991/92 · 
1992/93 ·
1993/94 · 
1994/95 · 
1995/96 · 
1996/97 · 
1997/98 · 
1998/99 · 
1999/00 · 
2000/01 · 
2001/02 ·
2002/03 · 
2003/04 ·
2004/05 · 
2005/06 ·
2006/07 · 
2007/08 ·
2008/09 ·
2009/10 · 
2010/11 ·
2011/12 ·
2012/13 ·
2013/14 ·
2014/15 ·
2015/16 ·
2016/17 ·
2017/18 ·
2018/19 ·
2019/20 ·
2020/21 .
2021/22 ·
2022/23 ·
2023/24 .
2024/25